# Hanne Skartveit

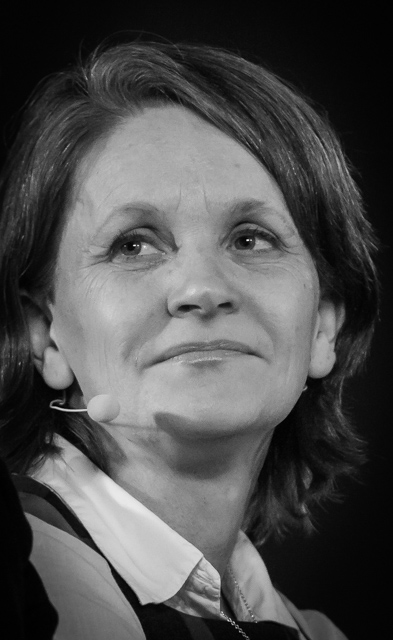
Hanne Skartveit, 2015. Foto:Tore Sætre

Hanne Skartveit, född 13 april 1966, är en norsk journalist och redaktör, politisk redaktör i Verdens Gang sedan 2009. Hon är dotter till tidigare förlagsdirektören och programdirektören på NRK, Andreas Skartveit.
Skartveit är utbildad jurist och statsvetare. Under 1980-talet var hon aktiv i Arbeidernes Ungdomsfylking i Oslo. Hon var journalist på Arbeiderbladet 1990–1991 och på Verdens Gang från 1991. Hon ledde VG:s kommentarsavdelning 2007–2009. Tillsammans med Anders Bjartnes har hon skrivit boken Brussel tur-retur (1995).

## Fotnoter
1. ↑  Store norske leksikon, Store norske leksikon-ID: Hanne_SkartveitStore_norske_leksikon.[källa från Wikidata]
2. ↑  VG-redaktør snakker ut: - Veldig, veldig lei meg for det vi har utsatt Sofie for (på norska), 30 mars 2019, läs online, läst: 30 mars 2019.[källa från Wikidata]
3. ↑  Kommentariatet: Listen fortsetter (på norska), Morgenbladet, 11 september 2009, läs online.[källa från Wikidata]